# Vertige (groupe)
Vertige est un groupe de musique formé en 2019 par Jérôme Coudanne et Robin Feix.

## Biographie
Jérôme Coudanne a été auparavant  le chanteur des groupes Déportivo (2003-2015) et Navarre (2016-2018).

## Discographie
Initialement prévue le 24 avril 2020, Vertige sort son premier album le 11 septembre 2020. Face à ce report, le groupe sort l'EP Bipolaire le 3 juillet 2020.